# Edgar Burgess
Edgar Richard Burgess (ur. 23 września 1891 w Kensington, zm. 23 kwietnia 1952 w Tangierze) – brytyjski wioślarz i dyplomata, złoty medalista olimpijski.
Kształcił się w Eton College i Magdalen College Uniwersytetu Oksfordzkiego. W 1913 roku brał udział w The Boat Race; osada Oksfordu odniosła zwycięstwo.
Wystąpił na igrzyskach olimpijskich w Sztokholmie w 1912, gdzie brytyjska osada Leander Club w składzie: Edgar Burgess, Sidney Swann, Leslie Wormald, Ewart Horsfall, James Angus Gillan, Stanley Garton, Alister Kirby, Philip Fleming i Henry Wells zdobyła złoty medal w ósemkach. W finale wyprzedzili rodaków z osady New College o 3,5 sekundy. Był to jego jedyny start olimpijski.
Z wykształcenia był prawnikiem; należał do Inner Temple. Dołączył do Sudan Political Service, organu administrującego w Sudanie Anglo-Egipskim. Zmarł w swym domu w Tangierze.